# Kamikaze (band)
 For alternative betydninger, se Kamikaze (flertydig). (Se også artikler, som begynder med Kamikaze)
Kamikaze er navnet på et dansk fusions jazzband. Deres seneste udgivelse Darfur blev udgivet i 2008. Bandet består af tre medlemmer: Janus Magnussen på piano og vokal, Jalte Windum på trommer og guitar og Peter Sylvest på bas. Bandet udgiver albums under eget pladeselskab Reverse Records.
Deres spillestil er eksperimenterende, og til tider fabulerende. De har hentet inspiration fra mange store verdensnavne, både indlands og udlands. Øverst på denne inspirationsliste står navne som Jan Johansson,Lennart Åberg, Bo Broberg og generelt mange af de kunstnere der florerede på steder som Jazz Montmatre og andre københavnske jazzklubber.

## Diskografi
- Darfur (udgivet på Reverse Records i 2008)
- Stalking elk (udgivet på Reverse Records i 2006)
- Trashthrower (udgivet på Reverse Records i 2007)